# シェーン・スメルツ
シェーン・エドワード・スメルツ（Shane Edward Smeltz, 1981年9月29日 - ）は、ドイツ・ゲッピンゲン生まれのニュージーランド人元サッカー選手。現役時代のポジションはフォワード。

## 経歴
父はアメリカ人でアメリカ軍所属。母はイギリス人。父の赴任先のドイツで生まれる。1歳の時にニュージーランドへ帰国。5歳からサッカーを始め、6歳でオーストラリアのクイーンズランド州へ引越す。

### クラブ
1998年にキャリアをスタートさせ、オーストラリアの州リーグや地元ニュージーランドのクラブを転々としてキャリアを重ねる。Aリーグ発足前のアデレード・ユナイテッドFCでもプレー。
2005年にイングランドのフットボールリーグ2(4部相当)のマンスフィールド・タウンFCに移籍。同年にイスミアンリーグ・プレミアディヴィジョン(7部相当)のAFCウィンブルドンに移籍する。同クラブ所属中にニュージーランド代表に選出され、チリ代表戦でゴールを決め、AFCウィンブルドン初となる代表選手のゴールスコアラーとなる。2006年にはカンファレンス・ナショナル(5部相当)のハリファクス・タウンAFCに移籍するが、31試合で2ゴールと期待を裏切り1年で退団する。
2007年、Aリーグに越境参加している母国ニュージーランドのウェリントン・フェニックスFCに移籍して母国復帰する。ここで才能が開花。1年目の2007-2008シーズンは9ゴールで得点ランキング2位に輝き、翌2008-2009シーズンには12ゴールでリーグ得点王に輝く。その活躍で2007年、2008年のオセアニア年間最優秀選手賞にも選ばれた。
2009-2010シーズンからはAリーグに新規参入したゴールドコースト・ユナイテッドFCに移籍。19ゴールで2年連続のAリーグ得点王に輝く。
2010 FIFAワールドカップ終了後、中国スーパーリーグの山東魯能泰山に移籍すると発表されたが、その後本人が家庭の事情などを挙げ契約を破棄。再びゴールドコースト所属となっていたが、2010年8月、トルコのゲンチレルビルリイに移籍。契約満了後はパース・グローリーFCやシドニーFCでもプレーした。
2016年7月、マレーシアのケダFAにシーズン途中で加入。同年12月、古巣のウェリントン・フェニックスに復帰した が、2017年4月、レギュラーシーズン残り1試合を残してインドネシアのボルネオFCに加入することが発表された。

### 代表
代表ではFIFAコンフェデレーションズカップ2009でグループリーグ3試合にいずれもスタメンで出場。また2009年6月に行われたイタリアとの親善試合や2010年5月に行われたセルビアとの親善試合でゴールを挙げた。2010 FIFAワールドカップではグループリーグ第2戦のイタリア戦で先制点を挙げ、強豪相手の引き分けに貢献した。
2012年7月、ロンドンオリンピックのニュージーランド代表にオーバーエイジ枠で選出された。大会開幕前の7月11日、東京・国立競技場での日本代表との親善試合にも先発出場した。

## 代表歴

### 出場大会
- 2003年 FIFAコンフェデレーションズカップ2003
- 2009年 FIFAコンフェデレーションズカップ2009
- 2010年 2010 FIFAワールドカップ
- 2012年 ロンドンオリンピック

### 試合数
- 国際Aマッチ 58試合 24得点（2003年-2017年）[4]

| ニュージーランド代表 | 国際Aマッチ | 国際Aマッチ |
| 年                   | 出場        | 得点        |
| -------------------- | ----------- | ----------- |
| 2003                 | 2           | 0           |
| 2004                 | 2           | 0           |
| 2005                 | 1           | 0           |
| 2006                 | 4           | 1           |
| 2007                 | 6           | 6           |
| 2008                 | 2           | 4           |
| 2009                 | 9           | 4           |
| 2010                 | 8           | 2           |
| 2011                 | 3           | 0           |
| 2012                 | 11          | 6           |
| 2013                 | 2           | 0           |
| 2014                 | 0           | 0           |
| 2015                 | 1           | 1           |
| 2016                 | 0           | 0           |
| 2017                 | 7           | 0           |
| 通算                 | 58          | 24          |